# صيانة

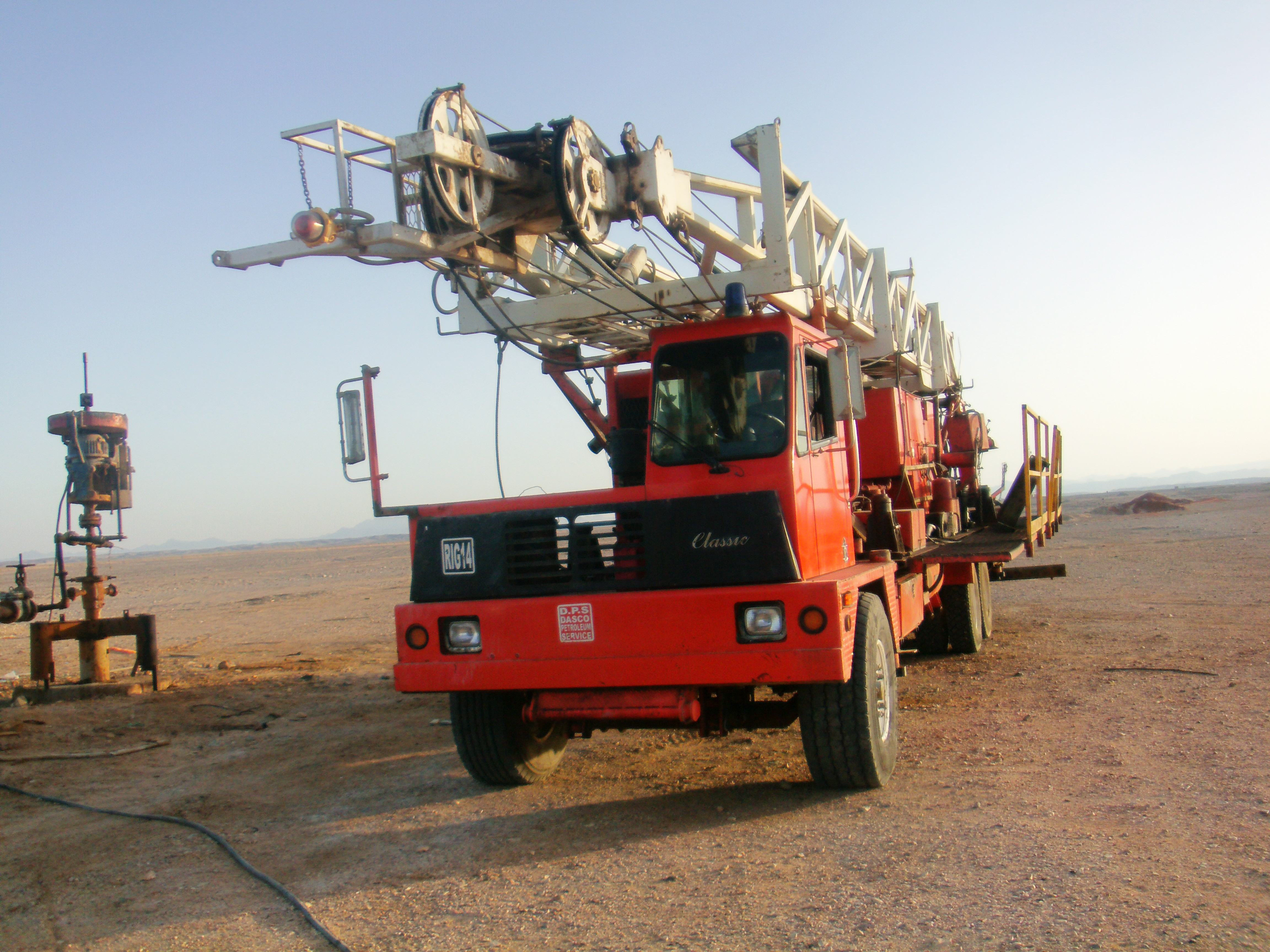
شاحنة معدات صيانة آبار النفط في مصر.

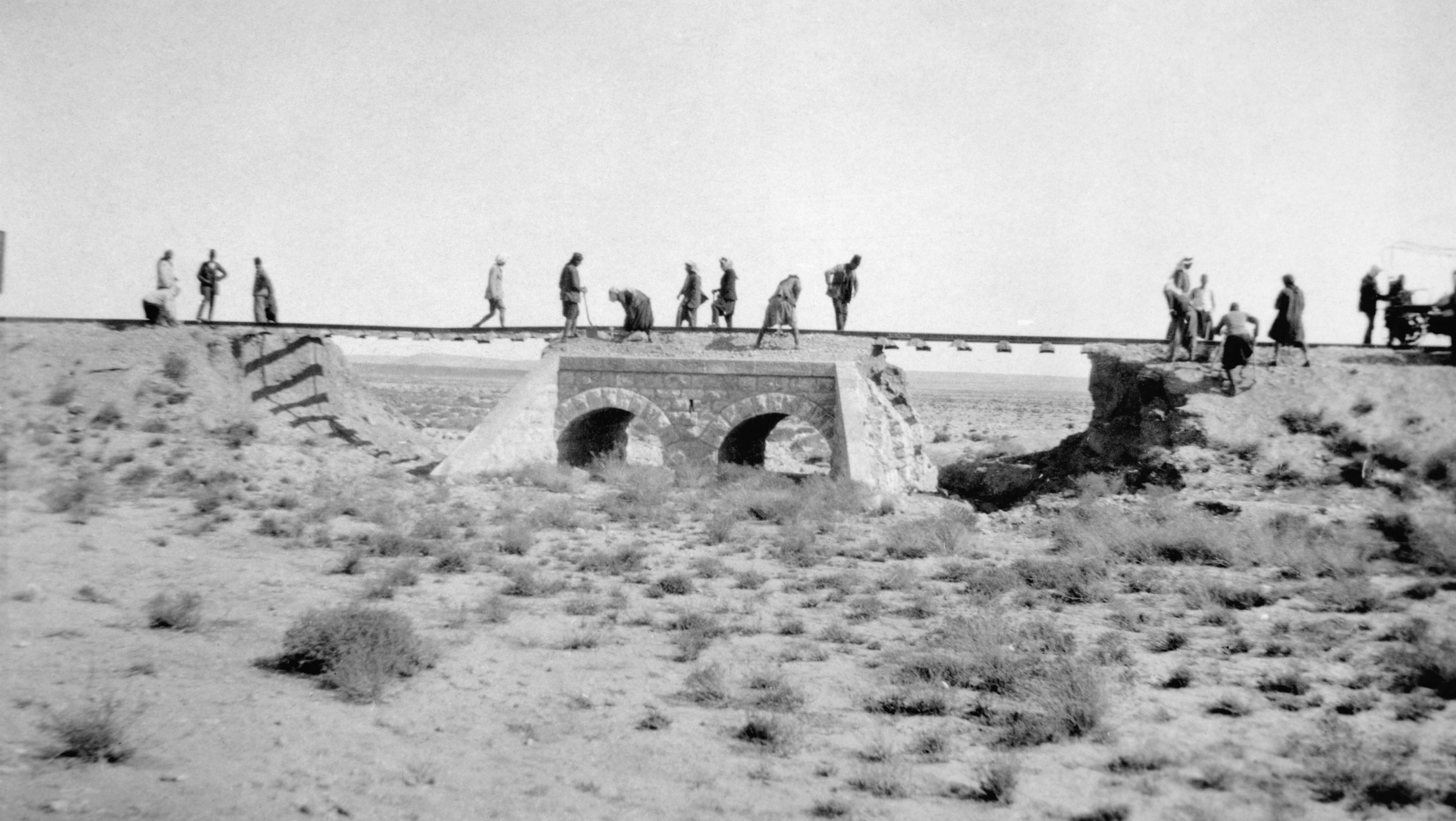
إصلاح سكة حديد الحجاز

الصيانة إبقاء الجهاز أو الآلة تعمل في حالة جيدة عبر الفحص والإصلاح.

## التاريخ
مرت الصيانة بمراحل مختلفة من التطور فمع بداية الثورة الصناعية وحتى وقت قريب كان أسلوب الصيانة الشائع هو أسلوب ردة الفعل بمعنى أنه عندما تتعطل الآلة نصلحها، أما إذا كانت الآلة تعمل بشكل جيد فإنه لا يتم عمل أي نشاط لهُ علاقة بالصيانة. أي أنه في هذه الفترة كان مفهوم الصيانة هو: إصلاح الآلة إذا تعطلت.
إلا أنه مع تطور الصناعة ظهرت الحاجة لاتخاذ بعض الإجراءات لتلافي المشاكل التي كانت تحدث بسبب استخدام أسلوب ردة الفعل في الصيانة مثل: توقف الإنتاج لفترات طويلة من أجل الإصلاح، واحتمالات حدوث خسائر كبيرة في الآلات أو في الأرواح نتيجة العطل المفاجئ وغير المتوقع، ومن هنا جاء التفكير في الصيانة الوقائية والتي تعتمد فكرتها على أن لكل آلة ولكل جزء من أجزائها عمر افتراضي معين يمكن حسابه بالتقريب لذلك فإنه قبل موعد انتهاء عمره الافتراضي يستبدل وبذلك نتجنب حدوث الكثير من الأعطال غير المتوقعة التي كانت تحدث في السابق.
ومع ذلك فإن احتمال حدوث أعطال غير متوقعة ما زال وارداً حيث يمكن أن تتعرض الآلة لظروف تشغيل قاسية مما يعجل بتلف أحد أجزاءها قبل موعدهِ، كما أن احتمال تغيير واستبدال بعض الأجزاء وهي في حالة جيدة يكون واردا مما يعني خسارة مادية كبيرة، لذلك تقرر وضع أسلوب أحدث وهو الصيانة التنبؤية والذي يعتمد على مراقبة حالة الآلة من أجل التنبؤ بالأعطال التي يمكن أن تقع قبل حدوثها.

## أنواع الصيانة
يجمع حالياً في الصناعة بين جميع أنواع الصيانة السابق ذكرها، فليس معنى أن الصيانة التنبُئية هي أحدث هذه الأساليب التي تستخدم في جميع المعدات حيث أن تكلفة إنشاء نظم الصيانة التنبُئية تكون مكلفة جدا لذلك فإنها تطبق فقط على المعدات الحرجة أي المعدات غالية الثمن أو تلك التي تكون محورية في العملية الإنتاجية ويمكن أن تؤدي إلى توقف المصنع بأكملهِ في حالة تعطل هذهِ الآلات. أما باقي المعدات فيمكن عمل جداول صيانة وقائية لها خاصة إذا كانت هذه المعدات لها عمر افتراضي محسوب، ويوجد أيضا بعض المعدات أو الأجزاء التي يمكن تركها لتعمل بدون أي صيانة حتى يحدث بها عطل فيتم إصلاحه وهذه المعدات هي المعدات غير المهمة أي لا يترتب على توقفها توقف العملية الإنتاجية والتي تكون تكلفة عمل صيانة وقائية أو تنبُئية لها أكبر من تكلفة إصلاحها.
وقد تطورت نظم حديثة لإدارة الصيانة مثل الصيانة المعتمدة على المعولية والتي تقوم على الجمع بين أساليب الصيانة المختلفة كما سبق شرحه، وكذلك الصيانة الإنتاجية الشاملة والتي يتم فيها ربط منظومة الإنتاج مع منظومة الصيانة من أجل تحقيق أهداف الصيانة والتي تتفق أيضا مع الأهداف الإنتاجية للمنشأة الصناعية.
كما أنه تم استحداث ما يسمى بنظم إدارة الصيانة بالحاسب الآلي وهي برامج تقوم بتنظيم الصيانة داخل المنشأة الصناعية من أجل تحسين مستوى الصيانة بصفة عامة.